# Lives Outgrown
Lives Outgrown è il primo album in studio da solista della musicista inglese Beth Gibbons, pubblicato il 17 maggio 2024 da Domino Recording Company.

## Tracce
Testi e musiche di Beth Gibbons, eccetto dove indicato.
1. Tell Me Who You Are Today – 3:55 (Gibbons, Lee Harris)
2. Floating on a Moment – 5:26
3. Burden of Life – 3:35 (Gibbons, Harris)
4. Lost Changes – 5:41
5. Rewind – 4:47
6. Reaching Out – 4:15
7. Oceans – 3:43
8. For Sale – 4:25
9. Beyond the Sun – 3:54 (Gibbons, Harris)
10. Whispering Love – 6:10